# Infantilització
La infantilització (Elderspeak) és un estil de parla especialitzat utilitzat per adults més joves amb adults majors, caracteritzat per una estructura de frases i vocabulari més senzilla, paraules de farciment, farcits lèxics, termes massa entranyables, preguntes tancades, utilitzant el "nosaltres" col·lectiu, la repetició i parlar més lentament. La infantilització prové de l'estereotip que les persones grans tenen capacitats cognitives reduïdes, com ara en el processament i la producció del llenguatge, i que el seu ús pot ser un resultat de l'Edatisme o contribuir-hi. Tot i que alguns aspectes de la parla antiga poden ser beneficiosos per a alguns destinataris, generalment es considera inadequat i un obstacle per a la comunicació intergeneracional.

## Infantilització i allotjament de comunicació
La teoria d'acomodació de la comunicació analitza com modificem el nostre discurs per als nostres socis de conversa. Les persones poden canviar el seu discurs per ser més semblants al discurs dels seus companys de conversa, que es coneix com a convergència. En altres circumstàncies, la gent pot canviar el seu discurs per ser més diferent, un procés conegut com a divergència. A més, aquestes modificacions poden afavorir la fluïdesa de la conversa i facilitar la comprensió. La gent tendeix a recórrer a estereotips per deduir quins tipus d'acomodacions cal fer. En termes de comunicació intergeneracional, els joves tendeixen a acomodar-se en excés quan conversen amb persones grans. És a dir, fan més ajustos dels necessaris. Els joves tendeixen a inferir que els adults grans són més lents en el processament de la informació i són més inflexibles cognitivament. Aquestes inferències es basen en la percepció de la seva parella de conversa com a vella, en lloc de basar-se en informació sobre la seva capacitat de conversa. Aquesta creença condueix a més acomodacions del necessari. Ryan i els seus col·legues (1986) avaluar diverses estratègies utilitzades per individus més joves per acomodar-se a adults majors que inclouen:
- Allotjament excessiu per discapacitats físiques o sensorials: els parlants perceben que els interlocutors tenen una discapacitat que afecta la capacitat de conversa, però el parlant s'adapta més del necessari
- Allotjament excessiu relacionat amb la dependència: es produeix en situacions en què la persona gran depèn de la persona més jove. El discurs de la persona més jove domina i controla. Aquest patró es pot veure en les interaccions entre una persona gran i el seu cuidador.
- Divergència relacionada amb l'edat: el jove intenta emfatitzar la distinció del seu grup (jove) respecte del grup (vell). El jove ho fa parlant molt ràpidament i utilitzant col·loquialismes més moderns, alienant o accentuant les diferències de la persona gran.
- Allotjament entre grups: l'orador percep els interlocutors com a majors, cosa que desencadena estereotips negatius sobre la seva capacitat. El parlant fa acomodacions basades en les percepcions sobre el grup de l'interlocutor, en lloc de la persona mateixa.

## Ús de la infantilització
La infantilització és utilitzada en molts contexts diferents pels joves quan parlen amb adults grans. La investigació de Susan Kemper demostrar que tant els voluntaris com els cuidadors professionals es dedicaven als ancians a la interacció amb la gent gran. A més, es fa servir el parlant amb independència de la capacitat comunicativa de la persona gran. Es va utilitzar en interactuar amb adults majors que eren membres de la comunitat sans i actius, així com amb els que es trobaven en entorns institucionals. Sorprenentment, els cuidadors feien servir paraules discordants tant quan s'adreçaven a adults amb demència (i capacitat de comunicació reduïda), com a aquells sense demència cosa que demostra que les indicacions d'edat són més destacades per als parlants que les indicacions de salut mental o física i les indicacions sobre capacitat comunicativa. Malauradament, la infantilització es basa en estereotips i no en el comportament real dels ancians, ja que s'utilitza en situacions en què els adults grans funcionen clarament bé. La infantilització és un comportament ofensiu, però els habitants de les residències de la tercera edat ja no s'ofenen per aquests patrons de parla perquè l'han afirmat com un hàbit normal. L'ús de l'ancià parla amb més "calor" i menor en una dimensió de "superioritat" quan el parlant era membre de la família i / o amic en comparació amb un desconegut. En general, els adults joves utilitzen una versió exagerada de la infantilització quan es dirigeixen a persones grans amb discapacitat. Quan els adults grans conversen amb persones grans amb discapacitats cognitives, fan adaptacions de parla en menor mesura que els joves. Parlen més lentament i incorporen més pauses, però no fan servir més repeticions com fan els joves. És possible que els parlants més grans no s'adaptin tant al seu discurs per tal d'evitar l'aparició de condescendència. La investigació demostra que aproximadament el 80% de la comunicació no és verbal. La infantilització consisteix a comunicar-se amb l'adult més gran d'una manera petita, que inclou indicacions i gestos no verbals. Un exemple seria situar-se sobre una cadira de rodes o un llit amb dominància, o fer un copet a les natges semblant al toc de pare-fill.

### Alzheimer
La malaltia d'Alzheimer (EA) és una malaltia neurodegenerativa progressiva que destrueix gradualment les capacitats per recordar, raonar i participar en una interacció social significativa. Els cuidadors d'AD informen que la major part de l'estrès prové d'intents fallits de comunicar-se amb els seus pacients. En un esforç per millorar la interacció comunicativa entre el cuidador i el pacient, molts clínics aconsellen als cuidadors que modifiquin la seva parla quan parlen amb el pacient. "La principal tasca d'una persona amb Alzheimer és mantenir el sentiment de si mateix o de persona", va dir el doctor Williams. "Si saps que estàs perdent les teves capacitats cognitives i intentes mantenir la teva personalitat i algú et parla com un bebè, et molestarà". (Leland, 2008) Sovint se'ls demana als cuidadors d'adults amb Alzheimer que parlin amb els seus pacients més lentament, tot i que no s'ha demostrat que la parla lenta millori la comprensió en pacients amb Alzheimer.

### No mèdic
La infantilització també s'utilitza habitualment a la comunitat general, no només en el context de l'atenció sanitària. Al lloc de treball, la parla més gran és força freqüent. Les persones grans solen rebre maltractaments per part de les persones en qui confien o dependen, o que en depenen. Al lloc de treball, aquestes persones podrien ser personal directiu, supervisor i semblant. Les formes greus de parlar dels ancians contribueixen a la discriminació en el lloc de treball, cosa que pot vulnerar el dret humà bàsic d'aquesta persona a un entorn laboral segur. La infantilització es veu afectada pel context. Comunitat o institut, és a dir, la gent utilitza la parla de les persones grans per a la gent gran de la comunitat, com ara a la botiga de queviures o a la cafeteria, o en un institut com una residència de gent gran. Un element de context és la relació entre el parlant i la persona gran. Les persones en relacions més properes tindran més probabilitats de conèixer la funció cognitiva de l'individu; els coneguts o desconeguts serien menys propensos a fer judicis exactes sobre això.

## Conseqüències de l'ancià
Les teories populars sobre els ancians parlen que s'origina tant en problemes de comunicació reals associats a la vellesa com en estereotips negatius sobre la competència de les persones grans.

### Desavantatges
Els desavantatges de parlar amb els ancians són l'efecte que té sobre els adults majors i com són percebuts, tant pels adults més joves com per ells mateixos. Els adults majors solen considerar que els ancians parlen de manera condescendent i irrespectuosa. La infantilització es basa en estereotips a causa de la forma en què els adults més joves parlen amb els adults majors com si fossin menys competents, els adults majors troben menys oportunitats per comunicar-se eficaçment i poden experimentar disminucions en l'autoestima, la depressió, l'assumpció d'un comportament dependent coherent amb els seus estereotips de persones grans. Fins i tot poden estar menys interessats en la interacció social. Aquest cicle de comunicació sovint es coneix com la "situació de l'envelliment de la comunicació". Sovint, els parlants consideren que els adults que reben una parla antiga no només són menys competents, sinó que també estan en un estat pitjor. El mateix estudi va demostrar que quan es feia servir la infantilitzacio, també es considerava que l'orador tenia una predisposició pitjor.
De fet, la infantilització pot contribuir a disminuir la comprensió i pot augmentar la confusió. Els primers científics socials van identificar per primer cop l'ancià i van estimar que el 20% de la comunicació que es produeix a les llars d'avis és realment el més antic (Caporael, 1981). Els cuidadors dels residents de les residències geriàtriques han de ser particularment acurats quan s'utilitzen la infantilitzaciók. Tot i que s'ha demostrat que la infantilització ajuda els adults grans amb demència i Alzheimer en la comprensió del llenguatge, no són immunes a la falta de respecte quan s'utilitza. Resistir a l'atenció és un problema continu amb els pacients amb demència, així com el comportament violent, i és més probable que els residents de residències de gent gran es resisteixin a l'atenció quan la seva infermera utilitza la paraula adulta. Els cuidadors poden suposar que l'ancià prefereix fomentar la parla dels ancians, però els adults majors ho pensen com a degradant. Els adults majors, tant en entorns institucionals com en aquells que reben serveis d'atenció domiciliària, informen que fins al 40% dels seus cuidadors utilitzen el discurs que perceben com a degradant, i el 75% de les interaccions que tenen les persones grans són amb el personal de les residències.
Un altre problema amb la infantilitzaciók és que les infermeres professionals autoritzades, les infermeres registrades i altres professionals de l'equip sanitari poques vegades tenen formació i experiència a l'hora de comunicar-se amb els ancians i que sovint s'utilitza incorrectament. Les frases més curtes semblen tenir un efecte beneficiós en la comunicació dels adults majors, els factors que parlen els ancians com la parla lenta i el to exagerat tendeixen a fer que les persones grans se sentin pitjors sobre la seva pròpia competència, així com la competència del parlant; No obstant això, els adults més joves continuen utilitzant el parlant amb aquestes característiques. Els la infantilitzaciók no només no aconsegueixen millorar l'eficàcia de la comunicació per als adults majors, sinó que els missatges inherents al la infantilitzaciók poden reforçar sense adonar-se’n la dependència i generar aïllament i depressió, contribuint a l'espiral de declivi de l'estat físic, cognitiu i funcional comú per a persones grans.

## En altres mitjans
ElderSpeak: A Thesaurus or Compendium of Words Related to Old Age. Escrit per James L. Reynolds, MD. 7 de gener de 2014.